# Тутальская
Тутальская — станция (населённый пункт) в Яшкинском районе Кемеровской области России. Входит в состав Поломошинского сельского поселения.

## История
Основана в 1893 году. В 1911 году при станции и в близлежащем посёлке, входивших в состав Тутальской волости Томского уезда, совокупно имелось 72 двора и проживало 516 человек (249 мужчин и 267 женщин). Действовали церковь, четыре мануфактурные, две пивные, мясная и шесть мелочных лавок, трактир, две булочные, железнодорожное одноклассное училище, железнодорожная кузница, и лавка, торгующая сельскохозяйственными орудиями.
По данным 1926 года имелось 209 хозяйств и проживало 839 человек (в основном — русские). Функционировали школа II ступени, больница и детский дом. В административном отношении станция и посёлок при станции входили в состав Поломошинского сельсовета Поломошинского района Томского округа Сибирского края.

## География
Станция находится в северо-западной части Кемеровской области, в юго-восточной части Западно-Сибирской равнины, на берегах реки Тальменки, на расстоянии примерно 26 километров (по прямой) к юго-западу от посёлка городского типа Яшкино, административного центра района. Абсолютная высота — 132 метра над уровнем моря.

### Часовой пояс
Станция Тутальская, как и вся Кемеровская область, находится в часовой зоне МСК+4. Смещение применяемого времени относительно UTC составляет +7:00.

## Население
| 2010 |
| ---- |
| 680  |

Гендерный состав
По данным Всероссийской переписи населения 2010 года в гендерной структуре населения мужчины составляли 49,1 %, женщины — соответственно 50,9 %.
Национальный состав
Согласно результатам переписи 2002 года, в национальной структуре населения русские составляли 97 % из 763 чел.

## Улицы
Уличная сеть населённого пункта состоит из пяти улиц и четырёх переулков.